# Aynur Samat
Aynur Samat (ur. 20 lutego 1982) – turecka judoczka.
Uczestniczka mistrzostw świata w 2005, 2007, 2009, 2010 i 2011. Zdobyła brązowy medal drużynowo w 2010. Startowała w Pucharze Świata w latach 2003-2012. Piąta na mistrzostwach Europy w 2007 i 2010, a także brązowa medalistka w drużynie w 2011 i 2012. Srebrna medalistka igrzysk śródziemnomorskich w 2005 roku.